# Cheatham megye
Cheatham megye az Amerikai Egyesült Államokban, azon belül Tennessee államban található. Megyeszékhelye és legnagyobb városa Ashland City. Lakosainak száma 41 072 fő (2020. április 1.). Cheatham megye Robertson, Davidson, Williamson, Dickson és Montgomery megyékkel határos.

## Népesség
A megye népességének változása:
| Lakosok száma | 39 117 | 39 022 | 39 266 | 39 492 | 39 741 | 41 072 |
|               | 2010   | 2011   | 2012   | 2013   | 2015   | 2020   |